# Buitenaards leven
Buitenaards leven is het hypothetische leven waarvan de oorsprong buiten de Aarde ligt. Er is ook wel sprake van buitenaardse wezens, ruimtewezens of aliens (via het Engels van het Latijnse alienus, oorspronkelijk "van iemand anders", later met de betekenis "uitheems" of "vreemd"). Buitenaards leven is het studieobject van de astrobiologie, maar het bestaan ervan blijft speculatief, aangezien er nog geen algemeen aanvaard wetenschappelijk bewijs voor is gevonden.

## Kans op buitenaards leven
Over de mogelijkheid van het bestaan van buitenaards leven lopen de meningen sterk uiteen. Sommige astronomen schatten de kans vrij hoog in. Deze kans hangt samen met het vermoedelijke aantal planeten in het heelal. Het aantal sterrenstelsels loopt in de miljarden en elk sterrenstelsel bestaat zelf uit miljarden sterren. Inmiddels is aangetoond dat de meeste sterren een of meer planeten hebben. (Zie het artikel exoplaneet.) Het is daarom aannemelijk dat het aantal planeten een veelvoud van het aantal sterren is en in de biljoenen loopt. Afhankelijk van de vraag wat de juiste omstandigheden zijn om leven mogelijk te maken, bijvoorbeeld de aanwezigheid van water, zal het aantal planeten met leven variëren van één, de Aarde zelf, tot mogelijk honderden miljoenen. De factoren die leiden tot een ruwe schatting van het aantal planeten met (intelligent) leven, zijn bijeengebracht in de vergelijking van Drake. Uitgaande van deze vergelijking zou het heelal vol leven moeten zijn.
Sinds de jaren 60 van de twintigste eeuw wordt er min of meer gericht gezocht naar buitenaards leven, met interplanetaire sondes naar diverse planeten en manen in het zonnestelsel, en met radiotelescopen naar eventuele radiosignalen van intelligente wezens in andere planetenstelsels. Maar tot op heden is er, ondanks deze inspanningen, nog nooit een hard bewijs gevonden van buitenaards leven. Inmiddels heeft daarom de mening postgevat dat buitenaards leven – zo het bestaat – in de Melkweg niet echt welig tiert en bijzonder lastig is te vinden. Als er al leven is, zal dit aannemelijkerwijs veelal bestaan uit micro-organismen of uit laagontwikkelde meercellige organismen; intelligent leven is allicht nog veel zeldzamer. Immers: op Aarde heeft er miljarden jaren leven bestaan, terwijl er slechts enkele duizenden jaren leven is dat wij 'intelligent' noemen, en dat intelligente leven heeft pas ongeveer een eeuw signalen uitgezonden die elders ontvangen zouden kunnen worden en als 'intelligent' worden geduid. Die mening is mede gebaseerd op de fermiparadox, die stelt dat als er volgens de theoretische aannames zoals samengevat in de vergelijking van Drake zoveel leven in het heelal is te vinden, het vreemd is dat wij daar dan nog niets van gemerkt hebben.
De berekening van de kansen op leven buiten onze planeet is afhankelijk van de gemaakte aannames over een aantal a priori voorwaarden. Deze dienen echter aangepast te worden als er een levensvorm wordt aangetroffen die de heersende opvatting over leven weerlegt. Zo stelde de NASA in 2010 naar aanleiding van de geclaimde ontdekking van een arseenetende bacterie (Halomonadaceae) in het Californische zoutmeer Mono Lake dat dit de inschatting van de mogelijkheid tot buitenaards leven totaal veranderde en dat de ontdekking grote gevolgen zou hebben voor de astrobiologie. In het DNA van het organisme zou arseen het tot dan toe voor het leven onmisbaar geachte fosfor vervangen. Het inzicht dat organismen in staat zijn om een van de zes elementen die de basis vormen voor het leven op Aarde te vervangen door een ander, vergroot de kans op buitenaards leven aanzienlijk. De Amsterdamse hoogleraar aquatische microbiologie Jef Huisman was echter niet overtuigd. Volgens hem waren de kweekjes in het laboratorium waarschijnlijk vervuild met fosfaat. Uit verder onderzoek bleek dat de bacterie weliswaar arseen tolereert, maar een sterke voorkeur heeft voor fosfor.

## Zoektocht naar buitenaards leven
Op dit moment wordt op twee manieren naar buitenaards leven gezocht, namelijk binnen en buiten het zonnestelsel. Binnen het zonnestelsel speuren ruimtesondes naar plaatsen die voor leven geschikt kunnen zijn (de planeet Mars, de manen Titan en Enceladus bij Saturnus en de maan Europa bij Jupiter). Het gebied buiten het zonnestelsel wordt afgezocht met radiotelescopen voor het detecteren van radiogolven, waarin mogelijk signalen verborgen kunnen zijn die wijzen op een intelligente bron. SETI is een project dat opgezet is om hier specifiek naar te zoeken.
Er zijn signalen ontvangen, waarvan men in eerste instantie dacht dat deze van intelligente buitenaardse origine waren wegens de zeer precieze timing. Later bleek dat deze signalen afkomstig waren van pulsars, een natuurlijk fenomeen. Het in 1977 ontdekte Wow!-signaal werd nooit verklaard en nooit opnieuw gedetecteerd.
Andersom maken wij ons ook, bedoeld of onbedoeld, vindbaar voor intelligent buitenaards leven. De radiogolven die vanaf het einde van de 19e eeuw tot heden worden uitgezonden, hebben al veel andere sterren bereikt, die misschien ook bewoonbare planeten hebben. Ook zijn er radio-uitzendingen geweest speciaal met als doel ons kenbaar te maken aan eventueel intelligent buitenaards leven.
Buitenaards leven buiten het zonnestelsel zal alleen kunnen worden ontdekt door middel van radiotelescopen en ruimtekijkers in een baan om de Aarde, omdat de gigantische afstanden tussen de sterren een reis naar een andere ster binnen een redelijke tijdspanne onmogelijk maken. Waren wij in staat met de lichtsnelheid te reizen, dan zou een expeditie naar de dichtstbijzijnde ster, Proxima Centauri, die op een afstand van 4,3 lichtjaar staat, vanaf Aarde gezien 4,3 jaar duren. (Overigens zou een dergelijke reis voor de reiziger zelf, vanwege het relativistische effect geen tijd kosten.) Willen wij bij deze ster proberen te komen met de huidige rakettechnologie met chemische aandrijving, dan zal een ruimtesonde met een snelheid van bijvoorbeeld 20 km/s er 63.000 jaar over doen.

## Radioboodschap
Wanneer een planeet of een groep planeten een (theoretische) kans maakt op intelligent leven, kan men vanaf de Aarde een radioboodschap sturen, die over vele jaren op de betreffende planeet of planeten zal aankomen. Als de radioboodschap wordt opgevangen en begrepen, weten de buitenaardse wezens dat er ook op de Aarde leven is en kunnen ze misschien iets terugzenden. Deze vorm van communicatie is echter problematisch:
- Gelijk ontwikkelingsniveau: de kans dat buitenaardse wezens zich qua intelligentie en technologie op hetzelfde niveau bevinden als wij, is heel klein. Het is überhaupt nog maar de vraag of intelligent leven op een andere planeet zich op een vergelijkbare manier ontwikkelt als op Aarde en gebruikmaakt van technologie (zoals wij die kennen).
- Lager ontwikkelingsniveau: de buitenaardse wezens kunnen minder ver ontwikkeld zijn, zodat zij onze radioboodschap wellicht niet als zodanig herkennen. Immers, het leven op Aarde bestaat zo'n 3,5 miljard jaar, maar het gebruik van radiogolven voor het verzenden van boodschappen is pas sinds het einde van de 19e eeuw mogelijk. Omgekeerd: als een radioboodschap vóór die tijd de Aarde bereikt zou hebben, zouden wij die ook niet opgemerkt kunnen hebben.
- Hoger ontwikkelingsniveau: als er buitenaardse beschavingen zijn die daarentegen verder ontwikkeld zijn, gebruiken ze misschien geen radio meer en zijn ze misschien ook niet langer geïnteresseerd in intelligent leven dat zich nog van zo'n – in hun ogen – primitief communicatiemiddel bedient. Mochten deze verder ontwikkelde wezens wel in ons geïnteresseerd zijn, dan zullen zij met hun geavanceerdere technologieën ons waarschijnlijk veel eerder bereiken dan wij hen.

## Bewoonbare zone
Bij de zoektocht naar buitenaards leven gaat men ervan uit dat veel plaatsen niet geschikt zijn voor levensvormen als die op Aarde. Om geschikt te zijn, moet een planeet zich in een bewoonbare zone bevinden. In de astronomie is een bewoonbare zone (Habitable Zone, HZ) een gebied in de ruimte waar de omstandigheden ongeveer overeenkomen met die van de ruimte waarin de Aarde en Mars zich bevinden.
Er zijn twee voorwaarden waaraan voldaan moet zijn voordat een gebied mogelijk leven kan voortbrengen. Enerzijds spreken astronomen over de Circumstellar Habitable Zone (CHZ) en anderzijds over de Galactic Habitable Zone (GHZ). De Habitable Zone (HZ) wordt ook aangeduid als leefzone, Green Belt, of de Goldilocks zone (omdat het niet te koud of te warm is, maar precies goed; de benaming verwijst naar het sprookje Goudlokje en de drie beren). In het zonnestelsel strekt die bewoonbare zone zich uit van 0,95 tot 1,37 astronomische eenheden (AE) van de Zon.

### Circumstellar Habitable Zone (CHZ)
De locatie van een theoretische bewoonbare zone hangt af van de massa van een ster. Voor zwaardere sterren is de bewoonbare zone verder van de ster, voor lichtere sterren is de bewoonbare zone dichter tegen de ster. In het zonnestelsel is alleen leven mogelijk op de Aarde, en niet op Mars of Venus: deze laatste twee vallen (net) buiten de bewoonbare zone.

### Galactic Habitable Zone (GHZ)
Ook de plaats van een planetenstelsel binnen een sterrenstelsel moet aan bepaalde voorwaarden voldoen om de kans op het ontstaan van leven zo groot mogelijk te maken. Enerzijds moet een planetenstelsel zich voldoende dicht bij het galactisch centrum bevinden opdat er voldoende zware elementen aanwezig zijn om rotsachtige planeten te kunnen vormen, en complexe moleculen die theoretisch gezien tot abiogenese zouden kunnen leiden. Anderzijds moet een planetenstelsel zich ver genoeg van het galactisch centrum bevinden om inslagen van kometen en planetoïden te vermijden, evenals ontmoetingen met passerende sterren en stralingsuitbarstingen van supernova's en zwarte gaten in het midden van een sterrenstelsel.

### Leefbare planeten
De meeste van de tot nu toe ontdekte planeten buiten het zonnestelsel werden als onleefbaar beschouwd, omdat ze te klein of juist te groot zijn, of omdat ze te ver van hun zon staan (waardoor het er onleefbaar koud is) of juist te dichtbij (waardoor het er onleefbaar heet is). Toch zijn ook al in andere planetenstelsels leefbare planeten gevonden.  
Planeten met de grootste kans op buitenaards leven worden wel superbewoonbare planeet genoemd.